# Universelle einhüllende Algebra
Die universelle einhüllende Algebra (auch universelle Einhüllende) ist ein Begriff aus dem mathematischen Teilgebiet der Theorie der Lie-Algebren. Sie ist eine assoziative Algebra, die zeigt, dass man die Lie-Klammer stets als Kommutator auffassen kann, auch bei Lie-Algebren, die nicht von einer assoziativen Algebra herkommen.

## Definition
Es sei {\displaystyle {\mathfrak {g}}} eine Lie-Algebra (über einem Körper). Eine universelle einhüllende Algebra {\displaystyle \mathrm {U} ({\mathfrak {g}})} von {\displaystyle {\mathfrak {g}}} besteht aus einer unitären assoziativen Algebra und einem Liealgebrenhomomorphismus {\displaystyle {\mathfrak {g}}\to \mathrm {U} ({\mathfrak {g}})} (dabei sei die Liealgebrastruktur auf assoziativen Algebren durch den Kommutator gegeben), so dass gilt:
Ist {\displaystyle A} eine unitäre assoziative Algebra, so stehen die Liealgebrahomomorphismen {\displaystyle {\mathfrak {g}}\to A} in Bijektion mit den unitären Algebrenhomomorphismen {\displaystyle \mathrm {U} ({\mathfrak {g}})\to A}. Diese Bijektion wird durch den Homomorphismus {\displaystyle {\mathfrak {g}}\to \mathrm {U} ({\mathfrak {g}})} vermittelt.

## Eigenschaften
- Die wichtigste Aussage über universelle einhüllende Algebren ist der  Satz von Poincaré-Birkhoff-Witt (nach Henri Poincaré, Garrett Birkhoff und Ernst Witt; auch als PBW abgekürzt): Ist {\displaystyle X_{1},\ldots ,X_{n}} eine Basis von {\displaystyle {\mathfrak {g}}} und {\displaystyle i\colon {\mathfrak {g}}\to \mathrm {U} ({\mathfrak {g}})} die kanonische Abbildung, so bilden die Monome

{\displaystyle i(X_{i_{1}})i(X_{i_{2}})\cdots i(X_{i_{k}})} mit {\displaystyle i_{1}\leq i_{2}\leq \ldots \leq i_{k}}
eine Basis von {\displaystyle \mathrm {U} ({\mathfrak {g}})}.
- Insbesondere ist {\displaystyle i} injektiv, und jede Lie-Algebra ist Unteralgebra einer assoziativen Algebra.
- Moduln unter einer Lie-Algebra sind dasselbe wie Moduln unter ihrer universellen einhüllenden Algebra.

## Konstruktion
Man kann die universelle Einhüllende explizit angeben als Quotienten der Tensoralgebra {\displaystyle \mathrm {T} {\mathfrak {g}}} nach dem zweiseitigen Ideal, das von Elementen der Form
{\displaystyle X\otimes Y-Y\otimes X-[X,Y]}
für {\displaystyle X,Y\in {\mathfrak {g}}} erzeugt wird. Man beachte: Im Unterschied zu den entsprechenden Konstruktionen der äußeren Algebra oder symmetrischen Algebra ist dieses Ideal nicht homogen, {\displaystyle \mathrm {U} ({\mathfrak {g}})} trägt also keine induzierte Graduierung.

## Beispiele
- Ist {\displaystyle {\mathfrak {g}}} abelsch, so ist die universelle einhüllende Algebra isomorph zur symmetrischen Algebra über {\displaystyle {\mathfrak {g}}}.